# Arhopala malayana
Arhopala malayana är en fjärilsart som beskrevs av Bethune-Baker 1903. Arhopala malayana ingår i släktet Arhopala och familjen juvelvingar. Inga underarter finns listade i Catalogue of Life.